# Motohiro Jamaguči
Motohiro Jamaguči (* 29. ledna 1969) je bývalý japonský fotbalista.

## Reprezentační kariéra
Motohiro Jamaguči odehrál 58 reprezentačních utkání. S japonskou reprezentací se zúčastnil Mistrovství světa 1998.

## Statistiky
| Japonsko | Japonsko | Japonsko |
| Roky     | Záp.     | Góly     |
| -------- | -------- | -------- |
| 1995     | 14       | 1        |
| 1996     | 13       | 2        |
| 1997     | 22       | 1        |
| 1998     | 9        | 0        |
| Celkem   | 58       | 4        |